# 阳泉关王庙
37°55′33″N 113°36′35″E / 37.92583°N 113.60972°E
阳泉关王庙，或稱阳泉关帝庙。位于中国山西省阳泉市郊区白泉乡林里村玉泉山腰，1996年被列为第四批全国重点文物保护单位。
关王庙始建年代不详，北宋宣和四年（1122年）重修，元明清有扩建和修葺。被认为是中国现存最早的关王庙。庙坐西南朝东北，占地4050平方米。正殿为北宋原构，面阔三间，进深六椽，单檐歇山顶。